# Pseudodiploexochus gibbus
Pseudodiploexochus gibbus är en kräftdjursart som först beskrevs av Lemos de Castro 1972.  Pseudodiploexochus gibbus ingår i släktet Pseudodiploexochus och familjen Armadillidae. Inga underarter finns listade i Catalogue of Life.